# Leptopelis ocellatus
Espèce
Synonymes
- Hylambates ocellatus Mocquard, 1902
- Leptopelis acuticeps Ahl, 1929
- Leptopelis ocellatus schiotzi Laurent, 1973

Statut de conservation UICN

 LC  : Préoccupation mineure
Leptopelis ocellatus est une espèce d'amphibiens de la famille des Arthroleptidae.

## Répartition
Cette espèce se rencontre dans le sud du Cameroun, en Guinée équatoriale, au Gabon, au Congo-Brazzaville et dans le nord-ouest du Congo-Kinshasa.
Sa présence est incertaine en Centrafrique.

## Description
Les mâles mesurent de 32 à 46 mm et les femelles de 48 à 58 mm.

## Publication originale
- Mocquard, 1902 : Sur des reptiles et batraciens de l’Afrique Orientale Anglaise, du Gabon et de la Guinée Française (Région de Kouroussa). Bulletin du Museum National d'Histoire Naturelle de Paris, vol. 8, p. 404-417 (texte intégral).